# Archivio di Stato di Palermo
L'Archivio di Stato di Palermo è l'Archivio di Stato competente per la Provincia di Palermo, ospitato negli ex conventi Catena e Gancia.
La consistenza del materiale archivistico conservato presso l'istituto è di circa 370 000 unità archivistiche tra volumi, registri e buste, e 6 167 pergamene.
L'archivio include una biblioteca con 12 376 volumi e opuscoli, nonché una scuola d'archivistica, diplomatica e paleografia latina e un laboratorio di fotoriproduzione, legatoria e restauro.

## Storia
L'Archivio di Stato di Palermo fu fondato l'11 febbraio 1814 come Archivio Generale del Regno di Sicilia. Dal 1843 è diviso in tre sezioni: diplomatica, amministrativa, giudiziaria.
L'Archivio conserva gli atti ufficiali dei vari organi del Regno di Sicilia dall'età normanna in poi. Conserva inoltre gli atti notarili della Provincia di Palermo, nonché quelli delle corporazioni religiose soppresse e di alcune famiglie nobili.
L'Archivio comprende ben 6.167 pergamene, ma ancor più rilevante è che l'Archivio di Palermo custodisca il più antico documento cartaceo d'Europa, il "Mandato di Adelasia del Vasto": si tratta di una lettera scritta in greco ed in arabo dalla regina Adelasia del Vasto, moglie di Ruggero I di Sicilia, ai visconti di Castrogiovanni nel 1109.

## Sede
L'archivio di Palermo si articola in due sedi: quella della "Catena", già convento dei Teatini costruito nel 1601, e quella della "Gancia", già convento francescano di Santa Maria degli Angeli d'epoca rinascimentale.